# 金江珍珠菜
金江珍珠菜（学名：Lysimachia delavayi）是报春花科珍珠菜属的植物，是中国的特有植物。分布于中国大陆的云南等地，生长于海拔2,100米至2,800米的地区，一般生长在松栎林下草地。

## 别名
丽江星宿菜（拉汉种子植物名称）